# Yupik de l'Alaska central
El Yupik d'Alaska central és un dels idiomes de Yupik, de la família de les llengües esquimoaleutianes. Es parla a Alaska, al continent, de la badia de Norton Sound a la Península d'Alaska i en algunes illes com l'illa Nunivak, per unes 14.000 persones sobre una població local de 23.000 habitants.
El nom de l'idioma es lletreja de vegades Yup'ik, segons la seva pròpia ortografia, en el qual l'apòstrof marca l'allargament de [p].